# Graphania plena
Graphania plena är en fjärilsart som beskrevs av Walker 1865. Graphania plena ingår i släktet Graphania och familjen nattflyn. Inga underarter finns listade i Catalogue of Life.